# Lars-Erik Lövdén
Lars-Erik Lövdén (ur. 11 stycznia 1950 w Malmö) – szwedzki polityk i prawnik, działacz Szwedzkiej Socjaldemokratycznej Partii Robotniczej, poseł do Riksdagu, w latach 1996–2004 minister w rządzie Görana Perssona.

## Życiorys
Z wykształcenia prawnik, w 1975 ukończył studia na Uniwersytecie w Lund. Zaangażował się w działalność polityczną w ramach Szwedzkiej Socjaldemokratycznej Partii Robotniczej. W latach 1973–1979 był radnym miejskim w Malmö. Od 1976 do 1979 pracował jako sekretarz gminy Malmö. Od 1980 do 2004 sprawował mandat deputowanego do Riksdagu, uzyskując każdorazowo w wyborach poselską reelekcję.
W 1998 dołączył do gabinetu Görana Perssona, powierzono mu wówczas kierowanie ministerstwem spraw wewnętrznych. Resort ten został jednak z końcem tegoż roku zlikwidowany. Lars-Erik Lövdén pozostał do 2004 członkiem rządu jako minister w resorcie finansów, gdzie odpowiadał za sprawy administracji lokalnej i mieszkalnictwo.
W 2005 objął stanowisko gubernatora regionu Halland, które zajmował do 2014.